# 환업무
환업무(換業務)는 대차관계를 현금으로 하지 않고 은행이나 우체국 따위를 통해 결제하는 업무이다. 멀리 떨어져 있는 거래자 사이의 송금이나 다른 지역의 수표나 어음을 현금으로 바꾸는 추심 등을 이르는 말이다. 환의 취급지역에 따라 내국환업무와 외국환업무로 나눈다. 내국환업무는 국내 은행의 본·지점간, 또는 환거래의 특약이 있는 은행간에 이루어지는 대차의 결제를 뜻한다. 외국환업무는 은행을 중개로 하는 환어음의 매매를 통해 국제 대차관계를 결제하는 방법이다.